# Phyllurus fimbriatus
Phyllurus fimbriatus — вид геконоподібних ящірок родини Carphodactylidae. Ендемік Австралії. Описаний у 2023 році.

## Опис
Phyllurus fimbriatus — великий гекон із загостреною «дзьобоподібною» головою, тонким тілом і листоподібним хвостом. Забарвлення спини коливається від сірого до коричневого, з неправильними великими темно-коричневими плямами на шиї та тілі та меншими темно-коричневими плямами на голові та кінцівках. Черевне забарвлення кремового кольору з темними плямами навколо колін, рук і ніг. Хвіст має 6 чітких білих смуг, причому смуга, найближча до тіла, утворює форму «V». Однак, якщо хвіст втрачається, біла смуга на відрослому хвості не з'являється знову.
Велика частина тулуба та хвоста вкрита маленькими колючками, дещо більші колючки з'являються на бокових сторонах ящірки. Розмір тіла дорослих самців коливається від 9,6 см до 10,5 см, тоді як дорослі самиці трохи більші, коливаються від 10,3 см до 11,3 см (без урахування довжини хвоста). Кінцівки довгі та дуже тонкі, з тонкими, подовженими пальцями для захоплення скельних поверхонь.

## Поширення
Вид поширений на острові Скауфелл (Південні Камберлендські острови) за 50 км на захід від міста Маккай у Квінсленді. Трапляється лише в глибоко шаруватих гранітних породах і валунах. Дослідження інших типів місць існування на острові, таких як рослинність тропічних лісів уздовж схилів острова, не виявили присутності Phyllurus fimbriatus.